# جبال أتابويركا
جبال أتابويركا هي عبارة عن سلسلة كارستيّة بالقرب من قرية أتابويركا في مقاطعة بورغوس شمال إسبانيا. تم اكتشاف رواسب أحفورية غنية بمجموعات من الأدوات الحجرية التي تعزى إلى أقرب سكان من جنس هومو معروفين في أوروبا الغربية في حملة تنقيب مستمرة. تم إيداع هذا «الاحتياطي الاستثنائيّ للبيانات» أثناء التواجد الواسع في العصر الحجري القديم الواسع، حيث كانت جبال أتابويركا بمثابة الموقع المفضل للإنسان المنتصب العامل وإنسان السلف وإنسان هايدلبيرغ ونياندرتال.
تؤكد العينة الأولى المكتشفة والمؤرخة بشكل موثّق حتى الآن على عمر يتراوح بين 1.2 مليون عام و630.000 ألف عام. يتم عرض بعض الاكتشافات في متحف التطور البشري القريب من بورغوس. تم اختيار الموقع كموقع تراث عالمي لليونيسكو، تحت اسم الموقع الأثري لأتابويركا.

## الجغرافيا الإقليمية
تمتد جبال أتابويركا على مساحة 284.119 هكتار (70270 فدان) أو ما يزيد على 1000 ميل مربع، وهي عبارة عن مجموعة كارستية متوسطة الارتفاع من السفوح الصغيرة، وتقع على ارتفاع 1080م (3.540 قدم) فوق مستوى سطح البحر. تقع في الركن الشمالي الشرقي من حوض دورو، إلى الجنوب من جبال كانتبريان التي تمر عبر شمال إسبانيا، وتمتد بجانب ممر بوريبا، وهو ممر جبلي يربط وادي نهر إبرو مع البحر الأبيض المتوسط وحوض دويرو. هذا الارتباط يشكّل بيئة بيئيّة غنية بنوعي الأنظمة الإيكولوجيّة. كان الممر الجبلي جزءاً من جسر قام ببنائه الرومان، وكذلك جزء من طريق الحج في ساينت جيمس؛ يتم اجتيازه الآن بواسطة الطرق السريعة N-1 وAP-1. تقع الجبال في موقع استراتيجي بين قسمين رئيسيين للصرف وقرب الممر الجبلي؛ ويفترض أن هذا الموقع كان رئيسياً في حياة البشر الأوائل الناجحة والممتدة في المنطقة.

## الحيوانات
في عام 2008، حدّد العلماء جنساً جديداً وأنواعاً من الأسنان الحمراء المرسومة من العصر الجليدي في كهف جران دولينا. حتّى في هذا الاكتشاف، كان يعتقد الباحثون أن الحفريات الموجودة في هذا المجال كانت من نوع «بيريمينديا فيسيدينس» Beremendia fissidens))، ولكن تم نشر بحث حديث لدعم نوع آسيوي يسمى «دوليناسوريكس غليفودون» (Dolinasorex glyphodon) قد يكون مستوطناً، وهو النوع الأول من أشكال السورينيد في شبه الجزيرة الكورية.

## موقع أثري

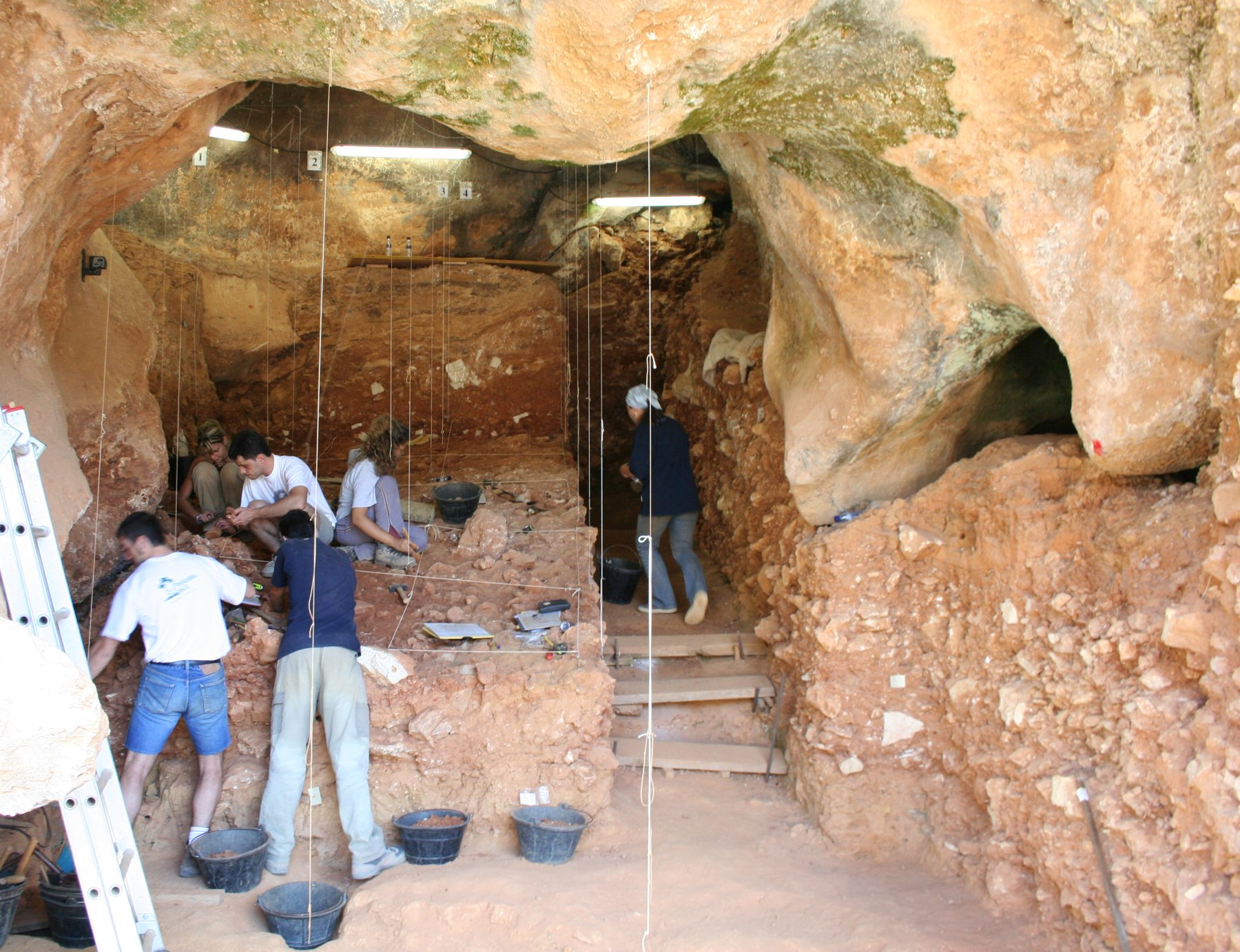
خندق زاربازوس، جزء من نظام المعرض في عام 2006.

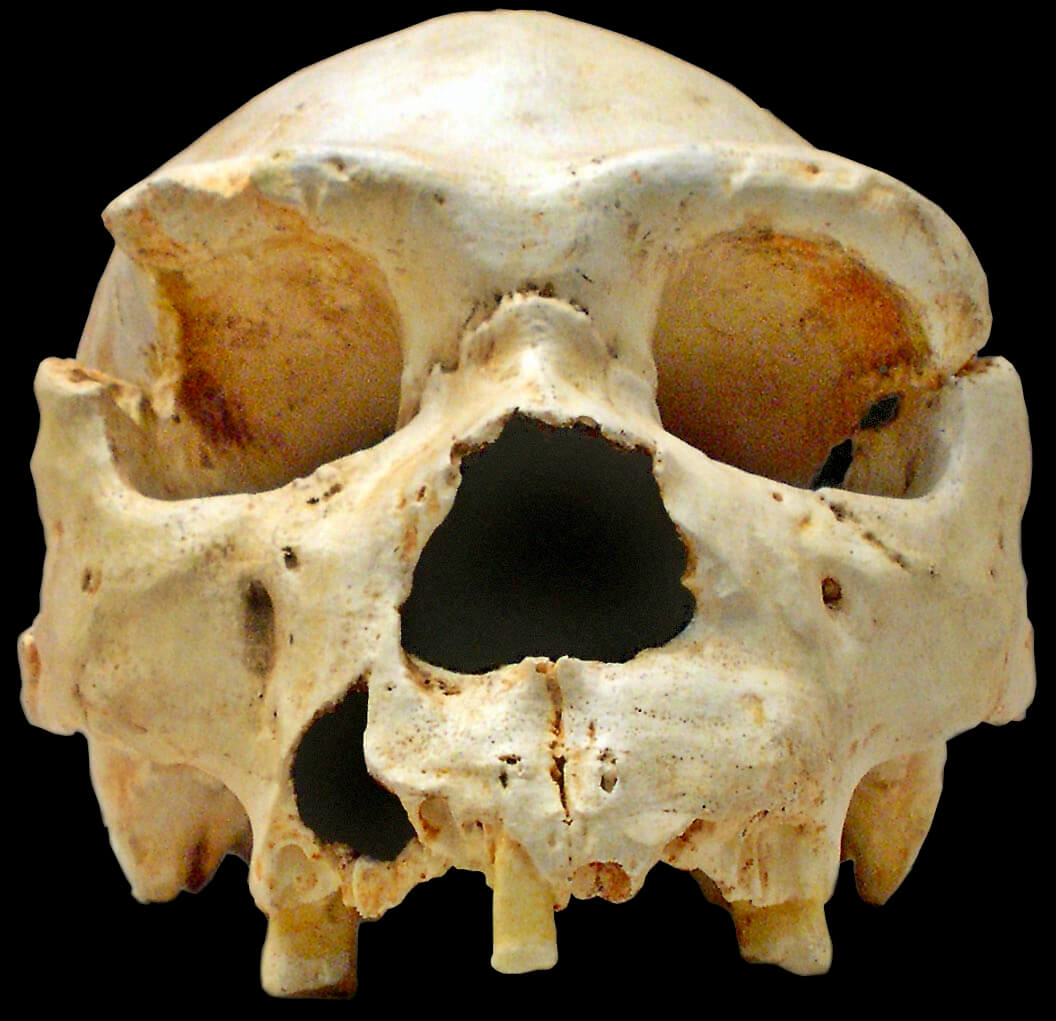
إنسان هايدلبيرغ كرانيوم 5، أحد أهم الاكتشافات؛ تم العثور على الفك السفلي الكامل تقريباً بعد سنوات.

أصبحت الأهمية الأثرية للمنطقة واضحة بشكل متزايد أثناء بناء خط للسكك الحديدية حيث تم حفر الخنادق العميقة من خلال الصخور والرواسب في موقع (Gran Dolina) و (Galería Elefante) و (Sima de los Huesos).
نجحت أعمال التنقيب اللاحقة في عام 1964 تحت إشراف فرانسيسكو جوردا سيردا مع اكتشاف القطع الأثرية البشرية والأحافير البشرية من مجموعة زمنية واسعة للبشر الأوائل، ومجموعات من الجامعين-الصيادين الذين يعودون للعصر البرونزي والمستوطنين من البشر الحديثين. قامت العديد من الفرق بتوسيع نطاق حملات العمل وزيادة التخصصات، بقيادة إميليانو أغيري في الفترة بين 1978-1990 ثم بالاشتراك مع يودالد كاربونيل وجوزيه ماريا بيموديز دو كاسترو وخوان لويس أرسواغا.
صنفت حكومة منطقة قشتالة وليون الموقع على أنه موقع ثقافي تحت اسم منطقة سييرا دي أتابويركا الأثرية، الموقع محمي بموجب القانون الإسباني لأنه تم إدخاله في سجل التراث الثقافي كمعلم تراثي ذو أهمية ثقافية.
موقع أماكن الحفر في خندق السكك الحديدية (بعد الأسطح الواضحة): (1) مدخل الفندق؛ (2) سيما ديل إلفانتي؛ (3) غاليريا؛ (4) غران دولينا.

### بورتالون (1910-حتى الآن)
العمل المشترك لعلماء الآثار خيسوس كاربالو (1910-1911)، جيفري كلارك (1971)، خوسيه ماريا أبيلانيز (1973-1983) والفريق الحالي من خوان لويس أرساجا يفسّر توثيق تسلسل التنقيب عن الأشياء الخزفية من جميع الرواسب ذات الصلة طبقات منذ العصر الحجري الحديث.
يعد هذا الموقع أحد الكهوف المحلية التي تحتوي على لوحات صخرية جدارية، تم اكتشافها فقط في عام 1972 من قبل مجموعة من مستكشفي الكهوف.

### معرض (1978- حتى الآن)
إنسان هايدلبيرغ كرانيوم 5، أحد أهم الاكتشافات؛ تم العثور على الفك السفلي الكامل تقريباً بعد سنوات.
من بين العديد من أحافير الحيوانات والنباتات، عثر على جزء من الفك خلال سبعينيات القرن الماضي وجزء من الجمجمة في عام 1995، ينتمي كلاهما إلى إنسان هايدلبيرغ. وهي تتراوح بين 600.000 و400000 سنة مضت.

### تيرنكيرا دولينا (1981- حتى الآن)
هذا الموقع عبارة عن كهف ضخم، يتم التنقيب فيه منذ أيلول 1981. تم تقسيم رواسبه إلى أحد عشر مستوى (TD-1 إلى TD-11).
- TD-11: تم العثور على أدوات من الحضترة الموستيرية.
- المستوى TD-10: يفترض أنه كان معسكراً لإنسان هايدلبيرغ مع أدوات وحفريات تعود للبيسون.
- المستوى TD-8: تم الوصول إليه منذ عام 1994، احتوى على حفريات للحيوانات اللاحمة.
- في المستوى TD-7: تم استرداد ساق بقري في وضع تشريحي في عام 1994.
- في المستوى TD-6 (طبقة أورورا): في عامي 1994-1995، تم العثور على أكثر من 80 شظيّة من العظام تعود لـ 5 أو 6 قردة عليا، تتراوح أعمارهم بين 850.000 و780.000 عاماً، أي ما يزيد عن 250.000 عام على الأقل من أي من البشر الذين اكتشفوا أوروبا الغربية. نحو 25% من العظام تملك علامات تلاعب تشير إلى أكل لحوم البشر. لايزال النقاش حول تصنيف البقايا، ولكن تتراوح الاقتراحات بين الإنسان المنتصب والإنسان البشري السابق وأسلاف الإنسان البشري. يجادل بعض الباحثين –الذين هم على دراية بالمواد الطبقية للموقع- بأن أسلاف البشر ربما يكونون أسلاف لإنسان هايدلبيرغ، الذي أدى بدوره إلى ظهور الإنسان البشري البدائي.
- يفترض أن المستوى TD-5 كان عريناً لآكلي اللحوم.
- في TD-4 (الذي يرجع تاريخها إلى 780.000 عام)، تم العثور على 4 قطع حجرية خلال أعمال التنقيب في عام 1991.
- في أدنى المستويات (TD-2 وTD-1) لا يوجد أي حفريات.

### سيما دي لويس هويسوس (1983- حتى الآن)
يمثل هذا الموقع مكان أكبر عدد من الاكتشافات القيمة ذات الآثار بعيدة المدى، يقع هذا الموقع في أسفل عمود عميق يبلغ طوله 13 متراً، أو مدخنة يمكن الوصول إليها عبر الممرات الضيقة في كويفا مايور.
منذ عام 1997، حددت الحفارات أكثر من 5500 من البقايا العظمية البشرية المودعة خلال فترة العصر الجليدي الأوسط، على الأقل 350.000 سنة، والتي تمثل 28 فرداً من إنسان هايلبيرغ. وتشمل الاكتشافات المرتبطة بحفريات «أورسوس دينينجيري» (Ursus deningeri) وفأس مسمّى بـ«إكسلابور». بعد حصولها على الدعم الكبير، دعم العديد من الخبراء الفرضية القائلة بأن هذه الأداة الأشولينية المعينة المصنوعة من الكوارتز الأحمر، استعملت في نوع من الطقوس، وعلى الأرجح الجنازات. أثارت هذه الفكرة تجديداً للتقدم التطوري المتنازع عليه ومراحل التطور المعرفي والفكري والإنساني.
تم الحصول على 90% من السجل الأحفوري لإنسان هايدلبيرغ المعروف من هذا الموقع، ويشمل هذا الموقع الأحفوري:
- الجمجمة الكاملة، Skull 5، والملقبة بـ«ميغويلون»؛ بقايا الجمجمة المجزأة Skull 4، والملقبة بـ«أغامينون»؛ والجمجمة Skull 6، والملقبة بـ«روي».
- الحوض الكامل (Pelvis 1)، تم تلقيبه بشكل ساخر باسم إلفيس.
- الفك السفلي والأسنان والكثير من عظام ما بعد القحف (عظم الفخذ وعظام اليد والقدم والفقرات والأضلاع وما إلى ذلك).
- تم العثور على بقايا ططفل مصاب بالتهاب الغشاء القحفي وتاريخه إلى 530.000 سنة. تم اعتبار الاكتشاف كدليل على مشاركة الغذاء في المجموعات البشرية المبكرة.[12]
- تم تسلسل الحمض النووي للميتوكوندريا من عظم الفخذ البالغ من العمر 400.000 سنة، وتم استرجاع أقدم أشباه البشر في عام 2013. ووجد أن الحمض النوي للميتوكوندريا أقرب إلى الدينيسوفان من النياندرتال.[13]
- في عام 2016، حددت نتائج تحليل الحمض النووي لأشباه أسلاف البشر ليتبين أنه إنسان بدائي وليس دينيسوفان، والفرق بين البشر البدائيين والدينيسوفان يسبق الـ 430.000 عام.[14][15]

ذكرت بعض الحفريات أن تركيز العظام في الحفرة يسمح باقتراح وجود ثقافة دفن تقليدية بين سكان الكهف. تشير النظرية المنافسة إلى عدم وجود عظام صغيرة في المجموعة وتشير أيضاً إلى أن الحفريات قد تم غسلها في الحفرة بواسطة عوامل غير بشرية.

### سيما ديل إلفانتي (1996- حتى الآن)
وفقاً لخوسيه ماريا بيرميديز دو كاسترو، المدير المشارك في بحوث أتابويركا، فإن النتائج المستخلصة من هذا الموقع تدعم «الدليل التشريحي الذي يقول أن البشر صنعوا الأدوات منذ أكثر من مليون عام»، والتي ربما كانت الأقدم بين البشر الأوروبيين الغربيين. كان الاكتشاف الأول في حزيران 2007 هو الأسنان ، تليها جزء من عظم الفك في عام 2008.

### كويفا ديل ميرادور (1999- حتى الآن)
يوفر هذا الموقع معلومات عن أقدم المزارعين المحليين ورعاة العصر الحجري والبرونزي.

### وادي الأوركيد (2000-2001) وهنديديرو (2004-2005)
تم استخراج الأدوات الحجرية من العصر الحجري القديم الأعلى من هذه المنطقة.

## التنمية الاقتصادية والديموغرافية
بغضّ النظر عن زراعة الأراضي الجافة النموذجية في المنطقة، نمت البلدية بشكل كبير على المستوى الاقتصادي والديموغرافي والاجتماعي مع التأثير الناتج عن وجود الموقع الأثري والخدمات المرتبطة به. 15% من السكان النشطين يمتلكون وظيفة متعلقة بالسياحة.

## معرض صور

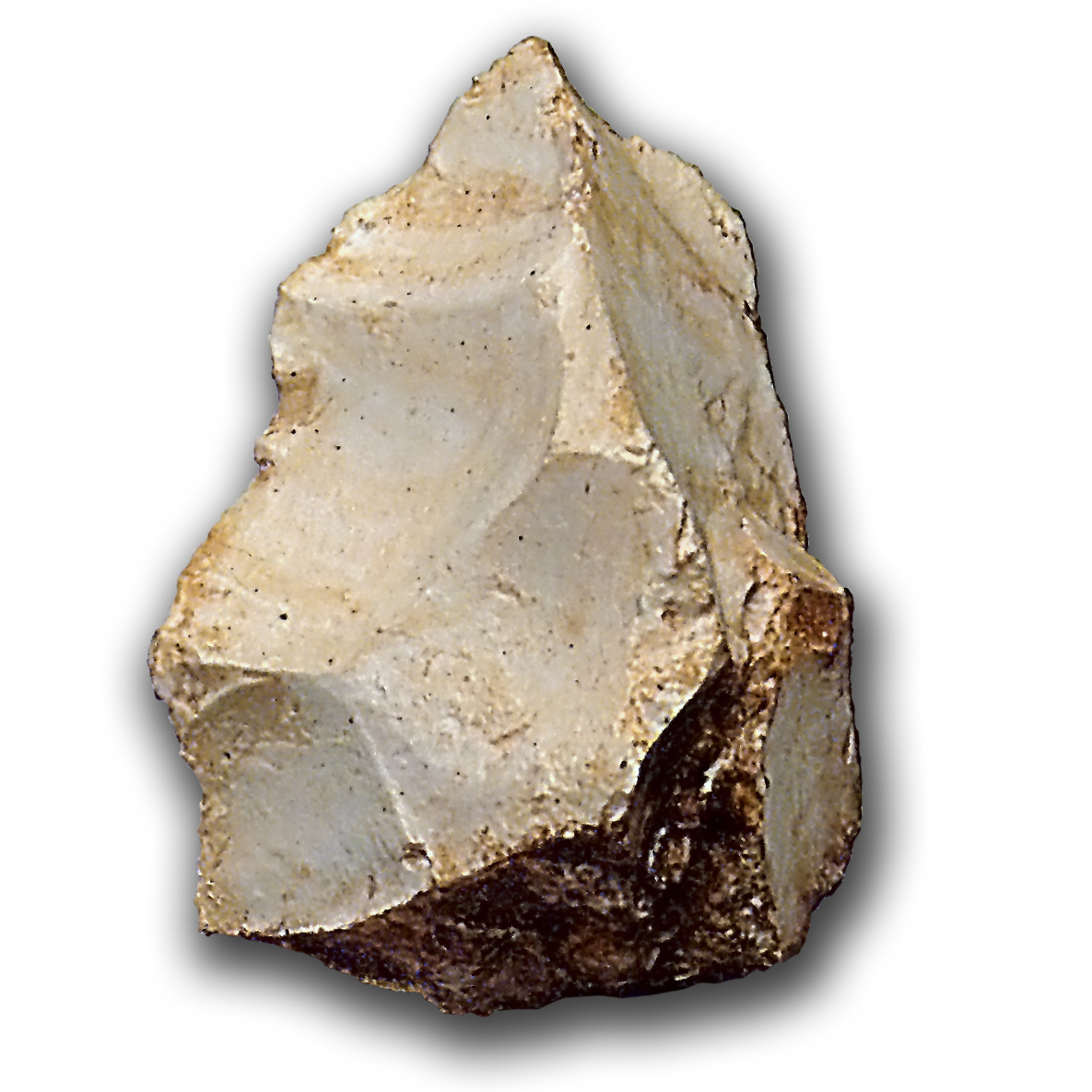
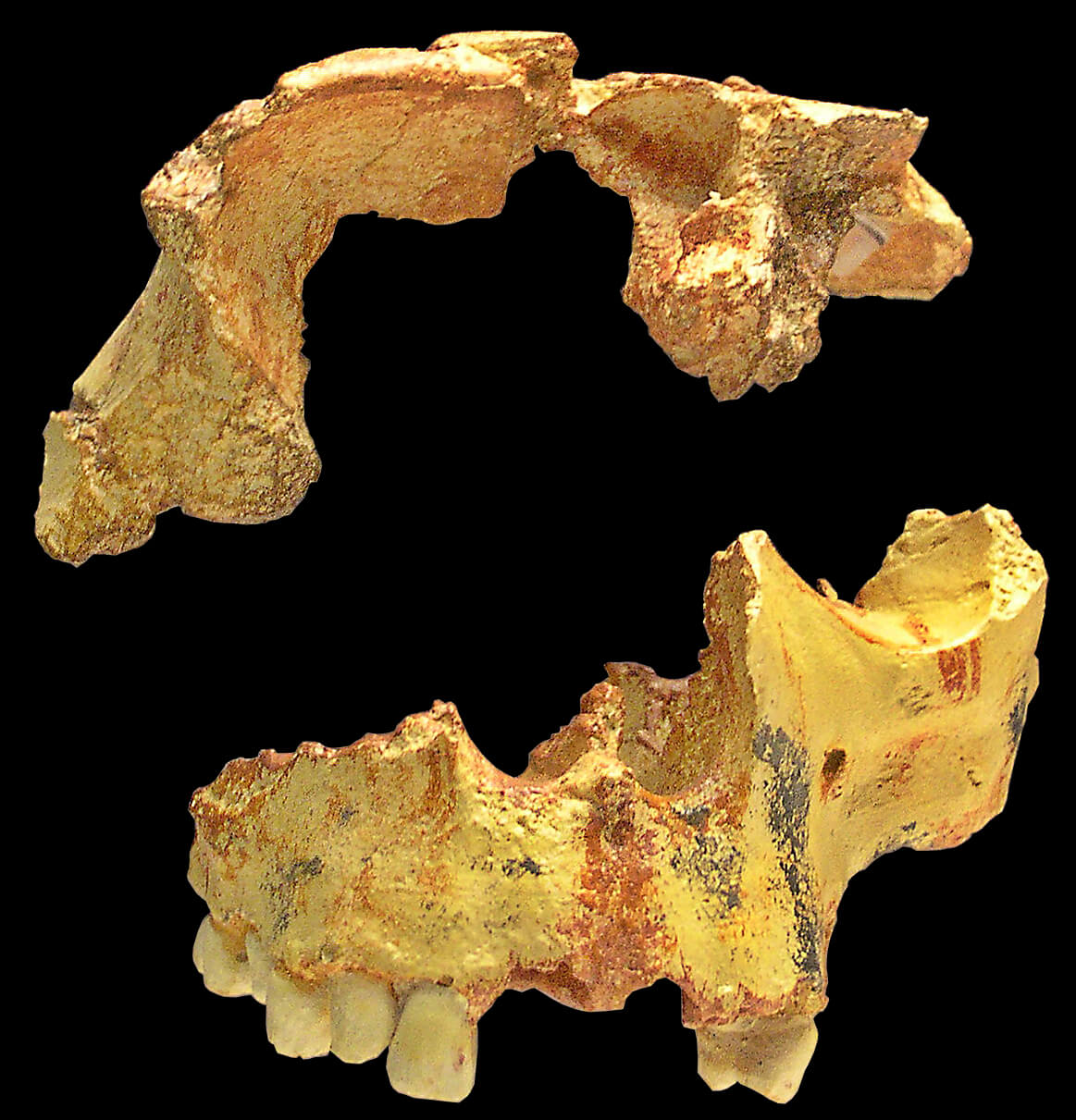
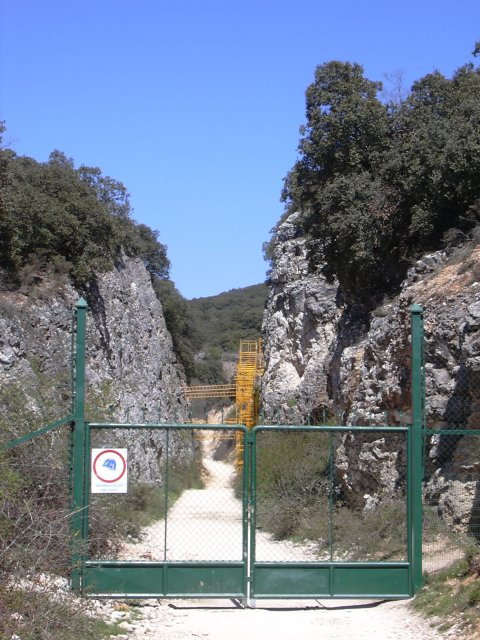
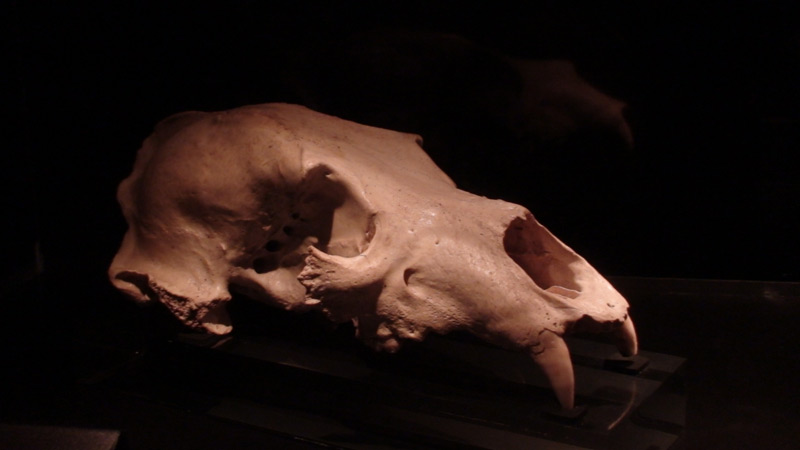